# 大塚久雄
大塚 久雄（おおつか ひさお、1907年〈明治40年〉5月3日 - 1996年〈平成8年〉7月9日）は、日本の経済史学者。東京大学名誉教授。専攻は英国経済史で、西洋諸国における近代資本主義、近代市民社会の研究で知られ、マックス・ウェーバーの社会学とカール・マルクスの唯物史観論の方法を用いて構築した大塚史学は国際的評価を受けた。
高柳暁と井手久登は娘婿。

## 経歴
1907年京都府生まれ。京都府立京都第一中学校（現・京都府立洛北高等学校・附属中学校）卒業後、旧制第三高等学校入学。このとき、片足を負傷し、後に切断することになる。1930年、東京帝国大学経済学部卒業。大学時代は本位田祥男や内村鑑三に師事した。法政大学非常勤講師（1933年）、同大助教授（1935年）、同大教授（1938年）、東京帝大経済学部助教授（1939年）を経て、1947年同大学教授、1968年から同大学名誉教授。日本学士院会員（1969年）、文化功労者（1975年）、勲二等旭日重光章（1977年）、文化勲章（1992年）を受ける。1994年にキリスト教功労者を受賞。
1996年7月9日午前4時42分、老衰のため東京都練馬区の自宅で死去した。蔵書は，大塚久雄文庫として福島大学付属図書館に収納されている。

## 研究内容
マルクス経済学とウェーバー社会学を基礎に「近代」を担うべき人間について考察を深めた。大塚はイギリスを近代と民主主義のモデルケースと考え、独立自営農民ヨーマンがその発展を支えたとした。小熊英二は、大塚の背景には日本の民主主義が、特にその担い手となる自由で自立した市民が未成熟であったことの反省があるし、大塚が「労働者の自発性と目的合理性」を重視したのは、太平洋戦争時の戦時体制が「過剰統制」と「神かがり主義」により、敗戦を招いたことへの批判にある指摘した(小熊 2002, pp. 91–95)。 この大塚の視座は「大塚史学」と呼ばれ一時代を築くが、その後、日本経済が高度経済成長期に入り、逆にイギリス製造業に陰が見える頃になると、戦前への反省やイギリスの理想視という大塚史学の特徴自体が求心力を失っていった。

### 批判
角山栄は、西欧と日本の文明について、ヨーロッパと日本を中心とした極東間の航海による交流をテーマに研究した。その内容は、茶の湯の習慣、時間を守る正確性、時を告げる鐘、機械時計の制作、旅行での日時計の携帯などの、文化人類学的な実証研究を行った。その結果、日本と西欧の類似性や相互の影響を見出す事となった。これは、大塚の理想主義的な研究が実態と離れて、事実と解離している事を示していた。
　研究を始めた当初、角山は、大塚を巨頭として、それに従おうとした。しかし、梅棹忠夫の西欧と日本の平行進化と言う、当時大きなインパクトを与えた文明論が出現した。その梅棹の文化人類学の研究手法を使い、人文研において、多くの異分野の学者が集い、研究が集中して行われていたのである。
　角山は梅棹や今西錦司の主催する人類学的な視点の研究会に誘われ参加した。そして、自分の研究に人類学的研究法を取り入れたのである。その結果、文化人類学的な経済学を自ら確立し、大塚の批判者に変わって行った。
　当時、角山は、大塚とその一派に呼ばれ、角山による大塚への批判の説明と、その説明についての討論の場を提供された。しかし、角山は恐れ多いとして、大塚への批判を避けた。このエピソードは、大塚と言う人間の学問への真摯な態度と人格の高邁さを示すエピソードにもなっている。：

### 人物
大塚は講義中、一人の受講生の目をじっと見つめて、講義を進めたと言う。大塚の誠実で真摯な人柄を示すエピソードであろう。
大塚は、常に、キリスト教だけでなく、学問においても、求道者としての真摯な態度を失わなかった。

#### 弟子・研究仲間　評伝
- 安藤英治　同時代の研究者。厳密な理論展開をした。針の穴から堤がくずれると主張。大塚も同じ。しかし、大枠が変化し、次第に影響力は弱まった。
- 岡田 与好
- 菊池壯藏　立教大学[8]
- 近藤和彦　東京大学

抜粋引用
　　聖書研究会の講話か説教という調子の講義。目が合うと、ウンとうなづくまで、視線をはずしてくれない
『大塚久雄著作集』の月報、暗唱できるほど講義の準備をした。漫談かとも思ったが、しかし、キチンと構成されて明晰な講義は魅力的で、一度も欠かさず出席した。
　　無教会派キリスト教やウェーバーの影響も看過できないが、講座派で展開した日本の民主近代派を、学問的脊柱と考える。
　　幕末から昭和まで、国民的トラウマとして共有されたのは、先進的で公正、自由で美しく、普遍的な「近代」「西洋」と対比して、遅れてゆがみ、不自由で醜い、ローカルな祖国、という認識である。
　　具体的に取り組んだのは、歴史学派だった。この流れで、一九二〇年代からマルクス主義史学が受容された。
　　これに加えて、両大戦間の欧米でめざましく展開した社会科学、歴史学の成果を吸収し反芻することによって、「講座派」の影響をうけた少壮研究者が、一五年戦争中にソフィスティケートされた段階論と類型論をもつ歴史学を胚胎していた。大塚久雄、高橋幸八郎、丸山真男などがその代表である。
　　その特徴は、第一に、祖国の来しかた行くすえを案じ、その改造のモデルとして西洋を分析し表象する、というパラダイムにある。洋学の伝統がさらに補強されて、国民の運命と研究者の召命とが一体化し、歴史学は倫理的な重みを帯びた。
　　第二に、人間類型・エートス・市民社会をめぐる概念、理想化されたヨーロッパ近代の表象が実体化し、日本の現実にたいしてほとんど呪術的な批判力を発揮した。
　　第三に、山田盛太郎『日本資本主義分析』にみられる論理にならって、各国の型（構造）はその過程によって決まり、構造を分析すれば歴史が浮き彫りにされ、歴史研究によって構造が（→資本主義の「全生涯」が）解き明かされる、という方法である。
　　民主近代派は、大陸侵略や大東亜共栄圏に抗して、内部成長的な経済あるいは国民的生産力を論じているあいだに、アジア世界へのひろがりを視野から失ってしまった。日本と列強資本主義との型の比較を論じていた講座派も、ヨーロッパ経済の転変のなかでイギリス資本主義の型を考察した大塚久雄もおなじである。一九四五年以降、名実ともに痩せほそった日本列島にデモクラシを根付かせるために、民主近代派はあたかも福沢の再来のごとく、しかしマルクス主義およびソフィスティケートされた歴史学をよりどころに奮闘するが、そこには最初からナショナルなタガがはめられていた。
　　多数の優秀な学生たちが、大塚・高橋ゼミから若い研究者＝知識人として巣立った。その弟子たちも、今ではみな還暦を過ぎてしまった。この二〇年来、歴史学は様変わりした。近代史学に代わってワールドワイドにとなえられるのは、生産でなく消費（需要）、主体としての人間でなく消費者としての人口、基軸とされた因果の連関でなく、マイナーかもしれない多くの要素のからみあうリゾーム、事実の確定でなく語りべとしての文芸批評家にゆだねられた言説‥‥。歴史学におけるポストモダンが、かくして問題となる。
　　大塚の立場は、アングロ・アメリカンな自由市場経済論の立場に近いかともみえるが、彼にとってナショナルな枠はほとんど絶対だった（ふたつのＪ）。カトリックやイスラムもふくむ多様な複合文化のゆくえに期待するような観点にいたっては、その萌芽さえない。信仰ないし信念の純粋主義にもとづき、近代を異教徒たちの跳梁する全地球に推しひろめようとした文明と知が、各地で行き詰まっている今、大塚はその「召命」を十二分以上にはたして退場していった。
　　大塚の死をつたえる同じ日の新聞に、トマス・クーンが亡くなったと報じられている。知のパラダイム転換がダメ押しされたような気がする。
　　引用　終わり

孫弟子（自称）
- 姜尚中　　姜尚中『アジアを生きる』大塚久雄に大きな影響を受けた。

## 著書

### 単著
- 『株式会社発生史論』 有斐閣, 1938年／中央公論社, 1959年ほか
- 『欧州経済史序説』 時潮社, 1938年
- 『近代欧州経済史序説』 時潮社, 1944年
  - 改訂版『近代欧州経済史入門』 講談社学術文庫, 1996年
- 『近代資本主義の系譜』 学生書房, 1947年
- 『近代化の歴史的起点』 学生書房, 1948年
- 『共同体の基礎理論――経済史総論講義案』 岩波書店, 1955年／岩波現代文庫, 2000年
- 『欧州経済史』 弘文堂, 1956年／岩波現代文庫, 2001年
- 『宗教改革と近代社会』 みすず書房, 1961年
- 『国民経済――その歴史的考察』 弘文堂, 1965年／講談社学術文庫, 1994年
- 『社会科学の方法――ヴェーバーとマルクス』 岩波新書, 1966年
- 『近代化の人間的基礎』 筑摩書房, 1968年
- 『社会科学における人間』 岩波新書, 1977年
- 『生活の貧しさと心の貧しさ』 みすず書房, 1978年
- 『歴史と現代』 朝日新聞社［朝日選書］, 1979年
- 『社会科学と信仰と』 みすず書房, 1994年
- 『資本主義と市民社会　他十四篇』齋藤英里編、岩波文庫, 2021年9月
- 『共同体の基礎理論 他六篇』小野塚知二編、岩波文庫, 2021年12月

### 編著
- 『資本主義の成立』河出書房, 1953年
- 『近代の産業――その発達』毎日新聞社, 1953年
- 『マックス・ヴェーバー研究――生誕百年記念シンポジウム』東京大学出版会, 1965年
- 『西洋経済史』筑摩書房, 1968年
- 『後進資本主義の展開過程』アジア経済研究所, 1973年

### 共編著
- （金子武蔵）『日本における西洋近代思想の受容』弘文堂, 1959年
- （高橋幸八郎・松田智雄）『西洋経済史講座――封建制から資本主義への移行（1-4）』岩波書店, 1960年
- （中村常次郎・鈴木鴻一郎）『脇村義太郎教授還暦記念論文集（1-2）』岩波書店, 1962年
- （入交好脩）『経済史学論集』河出書房新社, 1962年
- （武田隆夫）『帝国主義下の国際経済――楊井克巳博士還暦記念論文集』東京大学出版会, 1967年
- （小宮隆太郎・岡野行秀）『地域経済と交通』東京大学出版会, 1971年
- （川島武宜・土居健郎）『「甘え」と社会科学』弘文堂, 1976年

### 訳書
- アンリ・ピレンヌ『資本主義発達の諸段階』 未來社, 1955年
- マックス・ヴェーバー『プロテスタンティズムの倫理と資本主義の精神』
  - 梶山力訳を改訳、岩波文庫（上下）, 1955年-1962年
  - 単独改訳版：岩波書店, 1988年/岩波文庫, 1989年/ワイド版岩波文庫, 1991年
- マックス・ヴェーバー『宗教社会学論選』生松敬三共訳、みすず書房, 1972年、新版2019年ほか

### 著作集
- 『大塚久雄著作集』[10]岩波書店, 1969年、再版1975年、新版1986年

1. 「株式会社発生史論」
2. 「近代欧洲経済史序説」
3. 「近代資本主義の系譜」
4. 「資本主義社会の形成」
5. 「資本主義社会の形成」
6. 「国民経済」
7. 「共同体の基礎理論」
8. 「近代化の人間的基礎」
9. 「社会科学の方法」
10. 「信仰と社会科学のあいだ――小文・補遺」
11. 「比較経済史の諸問題」- 以下は新版での追加
12. 「社会科学とヴェーバー的方法」
13. 「意味喪失の文化と現代」